# 1892-й самоходно-артиллерийский полк
1892-й самоходно-артиллерийский полк (1892-й сап) — воинское подразделение Вооружённых сил СССР во время Великой Отечественной войны.

## Полное наименование
1892-й самоходно-артиллерийский Уманско-Варшавский Краснознамённый ордена Кутузова полк

## История
Был сформирован в июле 1943 года в Московском военном округе.
В составе действующей армии с 28.08.1943 по 23.12.1943, с 26.01.1944 по 11.05.1944 и с 12.06.1944 по 09.05.1945.
На вооружении полка имелась 21 единица самоходных артиллерийских установок СУ-76М.
В ходе войны придавался в огневой резерв 2-й гвардейской армии, 47-й армии и действовал на разных фронтах.
На заключительном этапе войны был придан в резерв 125-го стрелкового корпуса (125 ск) 47-й армии.
20 апреля 1945 года резерв корпусной артиллерии 125-го ск в виде 1892-го сап вместе с 334-м гвардейским тяжёлым самоходно-артиллерийским полком (334-й гв. тсап), во взаимодействии со 175-й и 76-й стрелковой дивизией взяли с боями г. Бернау.
24 апреля 125-й ск перерезал последнее железнодорожное сообщение между Берлином и Ратенов.
К концу 8 мая 1945 года на восточном берегу Эльбы северо-восточнее города Магдебург соединения 125-й ск провели последний бой по уничтожению остатков противника.
После войны полк переформирован в 285-й танковый Уманско-Варшавский Краснознамённый ордена Кутузова полк.

## Подчинение
| Дата            | Фронт (округ)             | Армия        | Корпус (группа)         | Примечания |
| --------------- | ------------------------- | ------------ | ----------------------- | ---------- |
| 01.08.1943 года | Московский военный округ  |              |                         |            |
| 01.09.1943 года | Южный фронт               | 2-я гв.армия |                         |            |
| 01.10.1943 года | Южный фронт               | 2-я гв.армия |                         |            |
| 01.11.1943 года | 4-й Украинский фронт      |              |                         |            |
| 01.12.1943 года | 4-й Украинский фронт      |              |                         |            |
| 01.01.1944 года | Харьковский военный округ |              |                         |            |
| 01.02.1944 года | 1-й Украинский фронт      | 27-я армия   |                         |            |
| 01.03.1944 года | 2-й Украинский фронт      | 27-я армия   |                         |            |
| 01.04.1944 года | 2-й Украинский фронт      | 27-я армия   |                         |            |
| 01.05.1944 года | 2-й Украинский фронт      |              |                         |            |
| 01.06.1944 года | Резерв Ставки ВГК         |              |                         |            |
| 01.07.1944 года | 1-й Белорусский фронт     | 47-я армия   | 125-й стрелковый корпус |            |
| 01.08.1944 года | 1-й Белорусский фронт     | 47-я армия   | 125-й стрелковый корпус |            |
| 01.09.1944 года | 1-й Белорусский фронт     | 47-я армия   | 125-й стрелковый корпус |            |
| 01.10.1944 года | 1-й Белорусский фронт     | 47-я армия   | 125-й стрелковый корпус |            |
| 01.11.1944 года | 1-й Белорусский фронт     | 47-я армия   | 125-й стрелковый корпус |            |
| 01.12.1944 года | 1-й Белорусский фронт     | 47-я армия   | 125-й стрелковый корпус |            |
| 01.01.1945 года | 1-й Белорусский фронт     | 47-я армия   | 125-й стрелковый корпус |            |
| 01.02.1945 года | 1-й Белорусский фронт     | 47-я армия   | 125-й стрелковый корпус |            |
| 01.03.1945 года | 1-й Белорусский фронт     | 47-я армия   | 125-й стрелковый корпус |            |
| 01.04.1945 года | 1-й Белорусский фронт     | 47-я армия   | 125-й стрелковый корпус |            |
| 01.05.1945 года | 1-й Белорусский фронт     | 47-я армия   | 125-й стрелковый корпус |            |

## Командование
- 12.10.1943 — 02.11.1943 — Борисенко, майор
- 03.02.1944 — 25.08.1944 — Бобров Григорий Глебович, гвардии майор (погиб 25.08.1944)
- 25.08.1944 — 15.02.1945 — Коростий Савелий Павлович, подполковник
- 04.04.1945 — 02.05.1945 — Шамин Семён Степанович, гвардии подполковник
- 10.05.1945 — Михайляк, Константин Семёнович, гвардии подполковник[1]

## Награды и почётные наименования
| Награда                            | Дата                 | За что получена |
| ---------------------------------- | -------------------- | --- |
| Почётное наименование «Уманский»   | 19 марта 1944 года   | За отличие в боях по прорыву обороны немцев на уманском направлении и освобождение города Умань                                                                              |
| Орден Красного Знамени             | 31 октября 1944 года | За образцовое выполнение заданий командования в боях с немецкими захватчиками, за овладение крепостью Прага и проявленные при этом доблесть и мужество (за Прагу-Варшавскую) |
| Почётное наименование «Варшавский» | 19 февраля 1945 года | За отличие в боях при освобождении г. Варшава |
| Орден Кутузова III степени         | 11 июня 1945 года    | За образцовое выполнение заданий командования в боях с немецкими захватчиками при овладении столицей Германии городом Берлин и проявленные при этом доблесть и мужество      |